# Sundaøerne
Sundaøerne er en øgruppe i Sydøstasien. Politisk er de delt mellem Brunei, Øst-Timor, Indonesien og Malaysia. 
Sundaøerne kan deles i to grupper:
- De store Sundaøer:
  - Borneo
  - Sulawesi
  - Java
  - Sumatra

- De små Sundaøer:
  - Bali
  - Flores
  - Lombok
  - Sumba
  - Sumbawa
  - Timor
  - Barat Daya-øerne
  - Tanimbar-øerne

Navnet Sundaøerne kommer fra Pasundan, Vest-Java.